# Estadio El Bachir
El Estadio El Bachir (árabe : ملعب البشير) es un estadio multiusos en Mohammedia, Marruecos, construido en 1954. Actualmente se utiliza principalmente para partidos de fútbol. Tiene capacidad para 10 000 personas.
El estadio recibió el nombre de "Bachir" en honor a Sir Abdessalam Bachir, jugador de Chabab Mohammedia durante las décadas de 1950 y 1960, un prometedor jugador que falleció en un trágico accidente. La superficie del estadio oficial, con las gradas, es de 11 hectáreas, mientras que la zona anexa ocupa tres hectáreas, y existe una tercera zona que pronto se inaugurará como pabellón deportivo.
La construcción del Estadio Bachir se remonta al difunto príncipe Moulay Abd Allah, hermano del difunto rey Hassan II, quien solía visitar la ciudad de Mohammedia. El estadio era entonces pequeño, con gradas de madera y una capacidad de entre 600 y 700 espectadores.
Tras una caída accidental en el lateral de las gradas en 1961, se construyeron gradas de hormigón. Posteriormente, en 1964, se plantó césped en el campo.
El SCC Mohammédia, el club más popular de la ciudad, disputa sus partidos en el Estadio Bachir. La Unión de Mohammédia ahora disputa sus partidos de la liga amateur en el Estadio Alia, ubicado en la zona este de la ciudad.